# Stob na Doire
Stob na Doire är ett berg i Storbritannien.   Det ligger i kommunen Highland och riksdelen Skottland, i den nordvästra delen av landet, 600 km nordväst om huvudstaden London. Toppen på Stob na Doire är 1 011 meter över havet, eller 527 meter över den omgivande terrängen. Bredden vid basen är 5,8 km.
Terrängen runt Stob na Doire är huvudsakligen kuperad.Runt Stob na Doire är det mycket glesbefolkat, med 2 invånare per kvadratkilometer. Närmaste större samhälle är Kinlochleven, 8,8 km norr om Stob na Doire. Trakten runt Stob na Doire består i huvudsak av gräsmarker.